# Baram-ui hwa-won
Baram-ui hwa-won (hangeul: 바람의 화원, lett. Il pittore del vento; titolo internazionale Painter of the Wind) è una serie televisiva sudcoreana trasmessa su SBS dal 24 settembre al 4 dicembre 2008. È basata sul romanzo di Lee Jung-myung La regola del quadro.

## Trama
Nel 1766, Kang Su-hang, pittore e membro anziano del Dohwaseo, l'accademia di pittura, viene ucciso dopo aver ricevuto, da colui che in seguito sarebbe diventato il re Jeongjo, la commissione segreta di dipingere un ritratto di suo padre. Seo Jing, un altro membro del Dohwaseo, viene ritrovato morto mentre indaga sulla morte del collega; inoltre, sua moglie e sua figlia scompaiono. Dieci anni dopo, Kim Hong-do, membro anziano del Dohwaseo, scopre nel giovane Shin Yun-bok un incredibile talento per la pittura e cerca di proteggerlo dalle cospirazioni che lo circondano. Anche il re Jeongjo scopre il talento di Yun-bok e incarica lui e Hong-do di fargli da occhi fuori dalla corte, dipingendo la realtà vista dalla gente comune, e di trovare il ritratto di suo padre, dipinto da Kang Su-hang. I funzionari di palazzo, però, cospirano per sbarazzarsi dei due pittori e tenere nascosto il segreto dietro gli omicidi avvenuti nel passato.

## Personaggi
- Shin Yun-bok, interpretato da Moon Geun-young e Kim Yoo-jung (da giovane)
- Kim Hong-do, interpretato da Park Shin-yang
- Kim Jo-nyun, interpretato da Ryu Seung-ryong
- Re Jeongjo, interpretato da Bae Soo-bin
- Jung-hyang, interpretata da Moon Chae-won
- Shin Young-bok, interpretato da Lee Joon e Lee Byung-joon (da giovane)
- Lee In-moon, interpretato da Park Hyuk-kwon
- Regina Jeongsun, interpretata da Im Ji-eun
- Hong Guk-yeong, interpretato da Jung In-gi
- Jang Byuk-soo, interpretato da Kim Eung-soo
- Shin Han-yeong, interpretato da Ahn Suk-hwan
- Jang Hyo-won, interpretato da Park Jin-woo
- Seo Jing, interpretato da Han Jung-soo
- Mok Kye-wol, interpretata da Lee Mi-young
- Kang Su-hang, interpretato da Yoon Joo-sang
- Myeong, interpretata da Lee Kyung-hwa
- Lee Jung-sook, interpretata da Han Yeo-woon

## Ascolti
| Episodio | Data di trasmissione | Dati TNMS           | Dati TNMS                  |
| Episodio | Data di trasmissione | A livello nazionale | Area metropolitana di Seul |
| -------- | -------------------- | ------------------- | -------------------------- |
| 1        | 24 settembre 2008    | 11,6%               | 11,7%                      |
| 2        | 25 settembre 2008    | 12,6%               | 12,8%                      |
| 3        | 1º ottobre 2008      | 10,7%               | 10,6%                      |
| 4        | 2 ottobre 2008       | 11,7%               | 11,4%                      |
| 5        | 8 ottobre 2008       | 12,7%               | 12,7%                      |
| 6        | 9 ottobre 2008       | 12,1%               | 11,7%                      |
| Speciale | 15 ottobre 2008      | 12,2%               | 12,6%                      |
| Speciale | 16 ottobre 2008      | 9,6%                | 10,0%                      |
| 7        | 22 ottobre 2008      | 12,6%               | 12,6%                      |
| 8        | 23 ottobre 2008      | 16,1%               | 15,8%                      |
| 9        | 29 ottobre 2008      | 15,1%               | 15,0%                      |
| 10       | 30 ottobre 2008      | 15,0%               | 15,2%                      |
| 11       | 5 novembre 2008      | 12,5%               | 12,0%                      |
| 12       | 6 novembre 2008      | 15,0%               | 15,0%                      |
| 13       | 12 novembre 2008     | 11,9%               | 11,5%                      |
| 14       | 13 novembre 2008     | 14,4%               | 14,1%                      |
| 15       | 19 novembre 2008     | 12,9%               | 12,8%                      |
| 16       | 20 novembre 2008     | 13,0%               | 12,1%                      |
| 17       | 26 novembre 2008     | 13,7%               | 13,8%                      |
| 18       | 27 novembre 2008     | 13,4%               | 12,7%                      |
| 19       | 3 dicembre 2008      | 12,7%               | 13,0%                      |
| 20       | 4 dicembre 2008      | 14,7%               | 15,2%                      |
| Media    | Media                | 13,2%               | 13,1%                      |

## Colonna sonora
1. Song of the Wind (바람의 노래) – Jo Sungmo
2. Line of Sight (눈 길) – Young Ji
3. Tears (눈물꽃) – HowL
4. Yearning (Impossible Dream) (그리움 [이루어질 수 없는...]) – Jo Sungmo
5. Still Thinking of You (그리고 그리며)
6. Yearning (Love Theme) (그리움 [Love Theme])
7. Dohwaseo (도화서)
8. The Painter of the Wind (Title Theme) (바람의 화원 [Title Theme])
9. Ink (Tension Theme) (墨 (먹) [Tension Theme])
10. The Secret Painting (비밀의 그림)
11. Laughing and Crying (울다가 웃다가)
12. The Aged Pawlonia Hides Its Melody (동천련로 항장곡)
13. Street Markert Scenes (저잣거리 풍경)
14. Student Wears Blue in the Morning (생도청의 아침)
15. Moonlight Lovers (月下情人 [월하정인])
16. Long Waves (장 파 형)
17. Mountain Tiger (묘향산의 호랑이)
18. The Aged Pawlonia Hides Its Melody (Freestyle Ver.) (동천련로 항장곡 [산조 Ver.])
19. Dancing Child (舞童 [무 동])
20. Student Wears Blue in the Morning (Korean Classical Ver.) (생도청의 아침 [Korean Classical Ver.])
21. Competition of the Workmen (필선의 대결)
22. Youth Enjoying Nature (年少踏靑 [연소답청])

## Riconoscimenti
| Anno | Premio                                        | Categoria                                         | Ricevente                       | Risultato       |
| ---- | --------------------------------------------- | ------------------------------------------------- | ------------------------------- | --------------- |
| 2008 | Grimae Awards                                 | Best Achievement for a Production, Drama category | Bae Hong-soo (cinematografia)   | Vincitore/trice |
| 2008 | Grimae Awards                                 | Best Actress                                      | Moon Geun-young                 | Vincitore/trice |
| 2008 | Grimae Awards                                 | Best Lighting Director                            | Song Wook                       | Vincitore/trice |
| 2008 | Korean Culture and Entertainment Awards       | Best New Actress (TV)                             | Moon Chae-won                   | Vincitore/trice |
| 2008 | SBS Drama Awards                              | Grand Prize/Daesang                               | Moon Geun-young                 | Vincitore/trice |
| 2008 | SBS Drama Awards                              | Top Excellence Award, Actor                       | Park Shin-yang                  | Candidato/a     |
| 2008 | SBS Drama Awards                              | Top Excellence Award, Actress                     | Moon Geun-young                 | Candidato/a     |
| 2008 | SBS Drama Awards                              | Best Supporting Actor in a Drama Special          | Ryu Seung-ryong                 | Candidato/a     |
| 2008 | SBS Drama Awards                              | Top 10 Stars                                      | Moon Geun-young                 | Vincitore/trice |
| 2008 | SBS Drama Awards                              | New Star Award                                    | Moon Chae-won                   | Vincitore/trice |
| 2008 | SBS Drama Awards                              | New Star Award                                    | Bae Soo-bin                     | Vincitore/trice |
| 2008 | SBS Drama Awards                              | Best Young Actress                                | Kim Yoo-jung                    | Vincitore/trice |
| 2008 | SBS Drama Awards                              | Best Couple Award                                 | Moon Geun-young e Moon Chae-won | Vincitore/trice |
| 2009 | Baeksang Arts Awards                          | Best Drama                                        |                                 | Candidato/a     |
| 2009 | Baeksang Arts Awards                          | Best Actress (TV)                                 | Moon Geun-young                 | Vincitore/trice |
| 2009 | Baeksang Arts Awards                          | Best New Actress (TV)                             | Moon Chae-won                   | Candidato/a     |
| 2009 | Baeksang Arts Awards                          | Most Popular Actress (TV)                         | Moon Geun-young                 | Candidato/a     |
| 2009 | Seoul International Drama Awards              | Best Mini-series                                  |                                 | Candidato/a     |
| 2009 | Seoul International Drama Awards              | Best Actress                                      | Moon Geun-young                 | Candidato/a     |
| 2009 | Seoul International Drama Awards              | Most Popular Actress                              | Moon Geun-young                 | Vincitore/trice |
| 2010 | WorldFest-Houston International Film Festival | Silver Remi Award                                 |                                 | Vincitore/trice |
| 2010 | Shanghai Television Festival                  | Asian TV Series Special Award                     |                                 | Vincitore/trice |

## Distribuzioni internazionali
| Paese      | Canale/i         | Prima TV                  | Titolo adottato                                              |
| ---------- | ---------------- | ------------------------- | ------------------------------------------------------------ |
| Taiwan     | TTV Main Channel | 30 marzo-23 aprile 2009   | 風之畫師 (Il pittore del vento)                              |
| Giappone   | BS Nippon        | 9 ottobre-5 novembre 2009 | 風の絵師 (Il pittore del vento)                              |
| Thailandia | Channel 3        |                           | ยอดหญิงตำนานศิลป์ ซินยุนบก (La leggenda del pittore Shin Yun-bok) |